# Utøya, 22 juillet
Pour plus de détails, voir Fiche technique et Distribution.
Utøya, 22 juillet (Utøya 22. juli) est un film norvégien réalisé par Erik Poppe, et écrit par Anna Bache-Wiig et Rajendram Eliassen. Il est basé sur le massacre qui a eu lieu sur l'île d'Utøya le 22 juillet 2011, où l'université d’été de la Ligue des jeunes travaillistes a été prise pour cible par un terroriste d'extrême-droite.
À l'exception du prologue utilisant des images d'archives de l'attentat à la bombe de Regjeringskvartalet, la fiction en elle-même est filmée en un seul plan-séquence.
Utøya, 22 juillet est sélectionné en compétition officielle à la Berlinale 2018. Le film a également été nommé huit fois aux Prix Amanda 2018, pendant la cérémonie du Festival International du Film norvégien à Haugesund. Il y a remporté les prix de la meilleure actrice (Andrea Berntzen) et de la meilleure actrice dans un second rôle (Solveig Koløen Birkeland).

## Synopsis
22 juillet 2011, 15h26 : une explosion a lieu dans le quartier du gouvernement à Oslo. 
À 30 km de là, c'est le choc dans un camp d'été organisé par la Ligue des jeunes travaillistes réunis sur l'île d'Utøya. Entre Kaja, 18 ans, et sa sœur, Émilie, les relations sont tendues. Alors qu'ils sont mis au courant de cette explosion par leurs familles respectives, les discussions fusent entre les adolescents, qui continuent cependant leurs activités. Soudain, des coups de feu retentissent au loin. Un mouvement de panique sépare alors Kaja de sa jeune sœur, et une course commence pour sa survie.

## Fiche technique
- Titre français : Utøya, 22 juillet
- Titre original : Utøya 22. juli
- Titre anglophone : U – July 22
- Société de production : Paradox Spillefilm
- Producteurs : Finn Gjerdrum et Stein B. Kvae
- Réalisation : Erik Poppe
- Scénario : Anna Bache-Wiig et Siv Rajendram Eliassen
- Photographie : Martin Otterbeck
- Montage : Einar Egeland
- Musique : Wolfgang Plagge
- Costumes : Rikke Simonsen
- Pays d'origine :  Norvège
- Langue originale : norvégien
- Format : couleurs - 35 mm - 1,85:1 - Dolby Digital
- Genre : drame, thriller, film de survie
- Durée : 93 minutes
- Société de distribution française : Potemkine Films
- Dates de sortie :
  - Allemagne : 19 février 2018 (Berlinale 2018)
  - Norvège : 9 mars 2018
  - Danemark : 3 mai 2018
  - Suède : 11 mai 2018
  - France : 12 décembre 2018

## Distribution
- Andrea Berntzen : Kaja
- Aleksander Holmen : Magnus
- Elli Rhiannon Müller Osbourne : Émilie
- Solveig Koløen Birkeland : jeune fille blessée
- Brede Fristad : Petter
- Sorosh Sadat : Issa
- Magnus Moen : Tobias
- Ada Eide : Caroline

## Production

### Contexte
Le 22 juillet 2011, une bombe explose près du siège du gouvernement norvégien à Oslo. Elle tue huit personnes et fait quinze blessés.
L’attaque sur l’île d’Utøya se produit environ deux heures plus tard, dans un camp d’été organisé par la Ligue des jeunes travaillistes où sont réunies quelque 500 personnes ; la plupart sont des adolescents âgés de moins de dix-huit ans. 
Un tireur armé vêtu d’une fausse tenue de policier ouvre le feu sur les campeurs, tuant soixante-neuf jeunes personnes et un policier. Les attaques ont été perpétrées par un seul homme, Anders Behring Breivik, un militant d’extrême droite. Après l’intervention de la police, il revendique immédiatement les faits.
Au cours de l’interrogatoire et dans sa déclaration au tribunal d’Oslo, Breivik explique à la justice avoir voulu détruire le Parti travailliste du chef du gouvernement Jens Stoltenberg, et plus particulièrement éliminer ses futurs cadres. Il dit avoir initialement souhaité tuer la dirigeante travailliste Gro Harlem Brundtland, qui a dirigé à trois reprises le gouvernement norvégien entre 1981 et 1996. Cependant, elle avait déjà quitté Utøya après avoir prononcé un discours devant les jeunes de son parti.
Breivik confie qu’en s’en prenant à ce camp d’été il avait procédé « à une attaque préventive » contre ceux qui, plus tard, « auraient trahi la Norvège ». Il considère avoir « agi au nom de la légitime défense, pour empêcher l'islamisation de [son] pays ».
Le 24 août 2012, à l’issue d’un procès où il multiplie les révélations, il est jugé responsable de ses actes et condamné à la peine indéterminée, soit 21 ans de prison avec un minimum de 10 ans de réclusion, la peine maximale en Norvège.

### Développement du projet
Le film s’appuie sur des événements historiques, mais les personnages sont fictifs. Le but est de provoquer une compréhension directe de la terreur vécue en se mettant au point de vue des jeunes victimes. Le film a été créé en collaboration étroite avec plusieurs survivants, pour retracer l’action avec le plus de réalisme possible tout en respectant le poids de leurs témoignages,. La production a également ouvert un dialogue avec l’Association de soutien aux victimes du 22 juillet.

### Tournage
Le projet a été organisé dans des conditions particulières : Erik Poppe a choisi des acteurs amateurs, qui n’ont appris le sujet du film qu’après avoir été castés. De très longues répétitions ont ensuite eu lieu en studio, avant que l’équipe ne se déplace sur une île voisine d’Utøya, où le film a été tourné pendant l’été 2017. Cinq plans-séquences (images filmées en continu, sans couper la caméra) de soixante-douze minutes, en temps réel, ont été enregistrés sur cinq jours.

## Distinctions

### Récompenses
- Prix Amanda 2018 : meilleure actrice Andrea Berntzen, et meilleure actrice dans un second rôle Solveig Koløen Birkeland[9].
- 31e cérémonie des prix du cinéma européen : Prix  du meilleur directeur de la photographie[10].

### Nominations
- Prix Amanda 2018 : meilleur film, meilleur réalisateur, meilleur scénario, meilleure photographie et meilleur sound design[11].
- Berlinale 2018 : sélection en compétition.
- L'Étrange Festival 2018 : sélection en compétition.
- Festival du film de Londres 2018 : sélection en section Debate.
- Festival international du film de Flandre-Gand 2018 : sélection officielle
- Jameson CineFest 2018 : sélection officielle
- Festival international du film de Valladolid 2018 : sélection officielle